# Philarius
Philarius is een geslacht van kreeftachtigen uit de klasse van de Malacostraca (hogere kreeftachtigen).

## Soorten
- Philarius albimaculatus Marin & Anker, 2011
- Philarius condi Marin, 2012
- Philarius gerlachei (Nobili, 1905)
- Philarius imperialis (Kubo, 1940)
- Philarius lifuensis (Borradaile, 1898)
- Philarius minor Marin & Anker, 2011
- Philarius polynesicus Marin & Anker, 2011
- Philarius rufulus Mitsuhashi, 2012
- Philarius rufus Marin & Anker, 2011